# Lacey Schwimmer
Lacey Mae Schwimmer (Redlands, California, 28 de junio de 1988) es una bailarina de salón, coreógrafa y cantante estadounidense. Es más conocida por ser una de las finalistas en la tercera temporada de So You Think You Can Dance y haber sido una de las bailarinas profesionales del programa de baile de ABC, Dancing with the Stars, donde participó en seis temporadas.

## Primeros años
Schwimmer  creció en un hogar mormón en Redlands, California. Sus padres son Laurie Kauffman y el notable bailarín de west coast swing, Buddy Schwimmer. Es la hermana menor de Benji Schwimmer, ganador de la segunda temporada de So You Think You Can Dance, y prima de Heidi Groskreutz, quien ocupó el cuarto lugar de esa misma temporada. Ella no está relacionada con el actor David Schwimmer.
Schwimmer ha estado entrenando y bailando competitivamente desde una edad temprana. A los siete años, ella y su compañero Brian Cordoba bailaron en el Campeonato Abierto de Baile de Estados Unidos de 1995. A los diez años, ella y su compañero Blace Thompson obtuvieron el primer lugar en la División Young America en 1998 en el Campeonato Abierto de Baile Swing de Estados Unidos. Schwimmer pasó a tener el mejor ranking anual en los Campeonato Abierto de Baile Swing de Estados Unidos y ha ganado numerosos títulos de los Estados Unidos. Ella compite en west coast swing y estilos de baile latino internacional.

## Carrera

### Carrera temprana
En enero de 2003, Schwimmer se emparejó con Jared Murillo, y los dos comenzaron a competir en un nivel junior. Se actualizaron al nivel juvenil en agosto de 2003 y participaron en docenas de competencias. Recibieron el título de los Estados Unidos en la División de Adultos Jóvenes de los Campeonatos Abiertos de Baile Swing de EE. UU. También fueron galardonados con el Campeonato Nacional Juvenil de Estados Unidos en 2006 Schwimmer también apareció en el video musical de Christina Aguilera, «Candyman», como una bailarina de jitterbug.
Schwimmer y Murillo tuvieron un cameo en The Suite Life of Zack and Cody en el episodio «Loosely Ballroom.» Ella está en el fondo de la escena durante la cual se lleva a cabo una competencia de bailes de salón.

### So You Think You Can Dance
Schwimmer participó en las audiciones preliminares para la tercera temporada de So You Think You Can Dance, en colaboración con su hermano, Benji Schwimmer, después de su victoria la temporada anterior. Después de su selección entre los mejores 20 finalistas, Schwimmer se unió al bailarín de contemporáneo y hip-hop, Kameron Bink. Los dos bailaron juntos durante cinco semanas con éxito, con los jueces alabando su química y la facilidad con la que bailaron juntos; ellos fueron la única pareja que nunca estuvo en peligro de ser eliminada. Según la estructura competitiva de la serie en ese momento, a las parejas se les asignaban nuevos socios cada semana después de la semana cinco; Schwimmer posteriormente fue emparejada con Danny Tidwell, Neil Haskell y Pasha Kovalev, antes de ser nombrada la finalista en 4 puesto de la temporada.
Históricamente, ella se encuentra entre un grupo de diez bailarines que han avanzado a través de sus temporadas respectivas a las finales sin terminar un solo episodio en peligro de eliminación. Se unió a sus compañeros concursantes de la temporada 3 en la gira de baile 2007 de So You Think You Can Dance, que comenzó en Albany, Nueva York. Ayudó a su hermano Benji en la coreografía de una rutina de west coast swing para Katee Shean y Joshua Allen durante la cuarta temporada del programa.

### Dancing with the Stars
El 25 de agosto de 2008, Schwimmer fue anunciada como una nueva bailarina profesional para la temporada 7 de Dancing with the Stars, donde fue emparejada con el cantante de NSYNC, Lance Bass, llegando a la final y ubicándose en el tercer puesto. En 2009, ella tuvo como pareja para la temporada 8 al especialista de cine y actor Steve-O, siendo la sexta pareja eliminada y quedando en el octavo puesto. Luego fue emparejada con el presentador de Iron Chef America, Mark Dacascos, para la temporada 9, siendo la décima pareja eliminada y terminando en el sexto puesto.
En 2010, ella no formó parte de la temporada 10 pero regresó para la temporada 11, siendo emparejada con el actor de Disney Channel y rapero Kyle Massey; la pareja logró llegar a la final de la competencia y quedaron en el segundo puesto, detrás de Jennifer Grey y Derek Hough.
En 2011, tuvo como pareja al presentador de radio Mike Catherwood para la temporada 12, siendo los primeros eliminados y terminando en el undécimo puesto. Para la temporada 13 fue emparejada con el activista transgénero y autor Chaz Bono, ellos fueron eliminados en la sexta semana ubicándose en el séptimo puesto. Esta fue la última temporada de Schwimmer en el programa.

#### Rendimiento
| Temporada | Pareja          | Puesto | Promedio |
| --------- | --------------- | ------ | -------- |
| 7         | Lance Bass      | 3.º    | 24.50    |
| 8         | Steve-O         | 8.º    | 15.83    |
| 9         | Mark Dacascos   | 6.º    | 22.13    |
| 11        | Kyle Massey     | 2.º    | 24.94    |
| 12        | Mike Catherwood | 11.º   | 15.00    |
| 13        | Chaz Bono       | 7.º    | 18.83    |

- Temporada 7 con Lance Bass

| Semana                                                                  | Baile / Canción                      | Puntajes de los jueces | Puntajes de los jueces | Puntajes de los jueces | Resultado        |
| Semana                                                                  | Baile / Canción                      | C. I                   | L. G.                  | B. T.                  | Resultado        |
| ----------------------------------------------------------------------- | ------------------------------------ | ---------------------- | ---------------------- | ---------------------- | ---------------- |
| 1                                                                       | Chachachá / «Jumpin' Jack Flash»     | 8                      | 6                      | 8                      | Salvados         |
| 1                                                                       | Quickstep / «Close to Me»            | 7                      | 6                      | 8                      | Salvados         |
| 2                                                                       | Pasodoble / «I Kissed A Girl»        | 7                      | 6                      | 7                      | Salvados         |
| 3                                                                       | Vals vienés / «Let Me Leave»         | 8                      | 7                      | 7                      | Últimos salvados |
| 4                                                                       | Tango / «Disturbia»                  | 9                      | 8                      | 9                      | Salvados         |
| 5                                                                       | West coast swing / «Breakin' Dishes» | 7                      | 7                      | 7                      | Salvados         |
| 6                                                                       | Jive / «Tutti Frutti»                | 9                      | 9                      | 9                      | Salvados         |
| 6                                                                       | Hip-hop / «It Takes Two»             | Sin puntos extras      | Sin puntos extras      | Sin puntos extras      | Salvados         |
| 7                                                                       | Rumba / «Your Body Is a Wonderland»  | 9                      | 7                      | 9                      | Salvados         |
| 7                                                                       | Chachachá en equipo / «Mercy»        | 6                      | 7                      | 7                      | Salvados         |
| 8                                                                       | Foxtrot / «Sweet Pea»                | 9                      | 8                      | 9                      | Salvados         |
| 8                                                                       | Samba / 1 Thing                      | 8                      | 7                      | 9                      | Salvados         |
| 9 (Semifinal)                                                           | Mambo / «Straight To Number One»     | 10                     | 9                      | 9                      | Salvados         |
| 9 (Semifinal)                                                           | Jitterbug / «Jim Dandy»              | 10                     | 9                      | 10                     | Salvados         |
| 10 (Final)                                                              | Samba / «Blame It On The Boogie»     | 9                      | 8                      | 9                      | Tercer puesto    |
| 10 (Final)                                                              | Freestyle / «It's Tricky»            | 9                      | 9                      | 9                      | Tercer puesto    |
| 10 (Final)                                                              | Jitterbug / «Jim Dandy»              | 9                      | 9                      | 10                     | Tercer puesto    |
| 1Puntaje dado por el juez invitado Michael Flatley en lugar de Goodman. |                                      |                        |                        |                        |                  |

- Temporada 8 con Steve-O

| Semana | Baile / Canción                        | Puntajes de los jueces | Puntajes de los jueces | Puntajes de los jueces | Resultado       |
| Semana | Baile / Canción                        | C. I                   | L. G.                  | B. T.                  | Resultado       |
| ------ | -------------------------------------- | ---------------------- | ---------------------- | ---------------------- | --------------- |
| 1      | Vals / «Vito's Waltz»                  | 6                      | 5                      | 6                      | Sin eliminación |
| 2      | Salsa / «Cobrastyle»                   | 5                      | 4                      | 5                      | Salvados        |
| 3      | Foxtrot / «I'm Yours»                  | 5                      | 5                      | 5                      | Salvados        |
| 4      | Lindy hop / «Dance Little Sister»      | 5                      | 5                      | 5                      | Tres últimos    |
| 5      | Vals vienés / «Complainte de la Butte» | 6                      | 6                      | 6                      | Salvados        |
| 6      | Rumba / «Fall for You»                 | 7                      | 4                      | 5                      | Eliminados      |

- Temporada 9 con Mark Dacascos

| Semana | Baile / Canción                                      | Puntajes de los jueces | Puntajes de los jueces | Puntajes de los jueces | Resultado  |
| Semana | Baile / Canción                                      | C. I                   | L. G.                  | B. T.                  | Resultado  |
| --- | ---------------------------------------------------- | ---------------------- | ---------------------- | ---------------------- | ---------- |
| 1 | Chachachá / «Kung Fu Fighting»                       | 7                      | 7                      | 7                      | Salvados   |
| 1 | Relevo de Vals vienés / «I'm Your Man»               | 8 puntos extras        | 8 puntos extras        | 8 puntos extras        | Salvados   |
| 2 | Quickstep / «King of Swing»                          | 7                      | 71                     | 7                      | Salvados   |
| 3 | Rumba / «Don't Lie»                                  | 6                      | 6                      | 6                      | Salvados   |
| 4 | Two-step / «Nothin' Better to Do»                    | 8                      | 7                      | 7                      | Salvados   |
| 5 | Pasodoble / «Diablo Rojo»                            | 9                      | 9                      | 8                      | Salvados   |
| 5 | Grupo de Hustle / «The Hustle»                       | Sin puntos extras      | Sin puntos extras      | Sin puntos extras      | Salvados   |
| 6 | Jitterbug / «This Cat's On a Hot Tin Roof»           | 9                      | 9                      | 8                      | Salvados   |
| 6 | Maratón de Mambo / «Ran Kan Kan»                     | 6 puntos extras        | 6 puntos extras        | 6 puntos extras        | Salvados   |
| 72 | Samba / «Switch»                                     | 6                      | 7                      | 6                      | Eliminados |
| 72 | Pasodoble en equipo / «I Hate Myself for Loving You» | 8                      | 8                      | 8                      | Eliminados |
| 1Puntaje dado por el juez invitado Baz Luhrmann en lugar de Goodman. 2Debido a una lesión, Anna Trebunskaya remplazó a Schwimmer. |                                                      |                        |                        |                        |            |

- Temporada 11 con Kyle Massey

| Semana | Baile / Canción                                                    | Puntajes de los jueces | Puntajes de los jueces | Puntajes de los jueces | Resultado        |
| Semana | Baile / Canción                                                    | C. I                   | L. G.                  | B. T.                  | Resultado        |
| --- | ------------------------------------------------------------------ | ---------------------- | ---------------------- | ---------------------- | ---------------- |
| 1 | Chachachá / «My First Kiss»                                        | 8                      | 7                      | 8                      | Últimos salvados |
| 2 | Quickstep / «(If You're Wondering If I Want You To) I Want You To» | 8                      | 7                      | 7                      | Salvados         |
| 3 | Vals / «Falling In Love At a Coffee Shop»                          | 8                      | 7                      | 8                      | Salvados         |
| 41 | Rumba / «Nothin' on You»                                           | 6/8                    | 6/7                    | 6/7                    | Salvados         |
| 5 | Foxtrot / «Charlie's Angels Theme»                                 | 8                      | 5                      | 7                      | Salvados         |
| 6 | Tango / «If I Had You»                                             | 8                      | 7                      | 8                      | Salvados         |
| 6 | Maratón de Rock and roll / «La Grange»                             | 7 puntos extras        | 7 puntos extras        | 7 puntos extras        | Salvados         |
| 7 | Chachachá en equipo / «Workin' Day and Night»                      | 8                      | 8                      | 8                      | Últimos salvados |
| 7 | Pasodoble / «Free Your Mind»                                       | 102/9                  | 8                      | 8                      | Últimos salvados |
| 8 | Vals vienés / «Breathe (2 AM)»                                     | 9                      | 9                      | 9                      | Salvados         |
| 8 | Jive / «Good Golly, Miss Molly»                                    | 10                     | 9                      | 10                     | Salvados         |
| 9 (Semifinal) | Samba / «She's Got Me Dancing»                                     | 10                     | 9                      | 10                     | Salvados         |
| 9 (Semifinal) | Tango argentino / «Jai Ho! (You Are My Destiny)»                   | 10                     | 9                      | 10                     | Salvados         |
| 10 (Final) | Foxtrot / «Feeling Good»                                           | 9                      | 9                      | 9                      | Segundo puesto   |
| 10 (Final) | Freestyle / «Tootsee Roll»                                         | 10                     | 9                      | 10                     | Segundo puesto   |
| 10 (Final) | Tango / «If I Had You»                                             | 9                      | 8                      | 9                      | Segundo puesto   |
| 10 (Final) | Chachachá / «Raise Your Glass»                                     | 9                      | 9                      | 10                     | Segundo puesto   |
| 1El baile de esta semana recibió dos puntajes, uno por la ejecución técnica y otro por el desempeño. 2Puntaje dado por la juez invitada Mel B. |                                                                    |                        |                        |                        |                  |

- Temporada 12 con Mike Catherwood

| Semana | Baile / Canción                    | Puntajes de los jueces | Puntajes de los jueces | Puntajes de los jueces | Resultado       |
| Semana | Baile / Canción                    | C. I                   | L. G.                  | B. T.                  | Resultado       |
| ------ | ---------------------------------- | ---------------------- | ---------------------- | ---------------------- | --------------- |
| 1      | Foxtrot / «Cooler than Me»         | 5                      | 4                      | 4                      | Sin eliminación |
| 2      | Jive / «The Boys Are Back in Town» | 6                      | 5                      | 6                      | Eliminados      |

- Temporada 13 con Chaz Bono

| Semana | Baile / Canción                                   | Puntajes de los jueces | Puntajes de los jueces | Puntajes de los jueces | Resultado  |
| Semana | Baile / Canción                                   | C. I                   | L. G.                  | B. T.                  | Resultado  |
| ------ | ------------------------------------------------- | ---------------------- | ---------------------- | ---------------------- | ---------- |
| 1      | Chachachá / «Dancing In The Street»               | 6                      | 5                      | 6                      | Salvados   |
| 2      | Quickstep / «Love is All Around»                  | 6                      | 5                      | 6                      | Salvados   |
| 3      | Rumba / «Laugh at Me»                             | 6                      | 6                      | 6                      | Salvados   |
| 4      | Pasodoble / «Gonna Fly Now»                       | 7                      | 7                      | 7                      | Salvados   |
| 5      | Samba / «Get Down on It»                          | 7                      | 7                      | 7                      | Salvados   |
| 6      | Tango / «The Phantom of the Opera»                | 7                      | 6                      | 6                      | Eliminados |
| 6      | Grupo de Broadway / «Big Spender» & «Money Money» | Sin puntos extras      | Sin puntos extras      | Sin puntos extras      | Eliminados |

### Carrera musical
Schwimmer fue presentado como cantante en el sencillo de 2010, «Red Cup (I Fly Solo)», de Cash Cash. En junio de 2011 lanzó su sencillo oficial titulado «Love Soundz» producido por The Monsters and The Strangerz. La canción llegó a las ondas en «On Air with Ryan Seacrest» el 17 de junio de 2011 y estuvo disponible en iTunes el 21 de junio.
En 2012, Schwimmer apareció como cantante en sencillo de It Boys!, «Burning Up».

### Otros trabajos
Hizo una aparición en «Biggest Online Dance Battle» de Jon Chu y Adam Sevani contra M&M Cru y fue acreditada como miembro del America's Best Dance Crew con Hok, otro competidor de So You Think You Can Dance. Ha aparecido en televisión en The Ellen DeGeneres Show, Good Morning America y Jimmy Kimmel Live!. En 2008 bailó junto a Adam Sandler en los MTV Movie Awards 2008. Luego apareció en el video de la canción «Rainbow» de Elisa con el cantante compositor Vinnie Ferra.
Ella es parte de las clases magistrales de enseñanza de la facultad de danza iHollywood en los Estados Unidos y Noruega. También tiene su propia línea de calcetines y una línea de ropa de baile diseñada por la colección Sugar y Bruno Dancewear.

## Premios
- 2006 – 1º puesto: Campeonato Nacional Juvenil Latino de Estados Unidos:  Jared Murillo[17]
- 2005 – 3º puesto: Campeonato Abierto de Baile Swing de Estados Unidos; División de Adultos Jóvenes (14–17 años); Pareja: Jared Murillo[18]
- 2004 – 1º puesto: Campeonato Abierto de Baile Swing de Estados Unidos; Young Adult Division (14–17 años); Pareja:  Jared Murillo[6]
- 2003 – 2º puesto: Campeonato Abierto de Baile Swing de Estados Unidos; División de Adultos Jóvenes (14–17 años); Pareja: Jared Murillo[19]
- 2002 – 1º puesto: Campeonato Abierto de Baile Swing de Estados Unidos; División de Adultos Jóvenes (14–17 años); Pareja: Jamie Bayard[20]
- 2001 – 2º puesto: Campeonato Abierto de Baile Swing de Estados Unidos; División de Adultos Jóvenes (14–17 años); Pareja: Jamie Bayard[21]
- 2000 – 1º puesto: Campeonato Abierto de Baile Swing de Estados Unidos; División de Jóvenes Americanos (6–14 años); Pareja: Jamie Bayard[22]
- 1998 – 1º puesto: Campeonato Abierto de Baile Swing de Estados Unidos; División de Jóvenes Americanos (6–12 años); Pareja: Blace Thompson[4]